# Aleksander Aamodt Kilde
Aleksander Aamodt Kilde (* 21. září 1992 Bærum) je norský závodník v alpském lyžování. Je držitelem stříbrné a bronzové medaile z olympijských her konaných v Pekingu roku 2022. Soutěží ve Světovém poháru ve čtyřech disciplínách. Nejvíce se zaměřuje na super-G a sjezd. Kilde vyrůstal v Bærumu a závodí za sportovní klub Lommedalens IL. Jeho životní partnerkou je od roku 2021 sjezdařka Mikaela Shiffrinová.

## Kariéra
Kilde se stal juniorským mistrem světa v obřím slalomu v roce 2013 v Mont-Sainte-Anne v kanadské provincii Quebec. Ve stejné sezóně pak vyhrál celkový Evropský pohár. Ve stejném roce byl také druhý v super-G na norském národním šampionátu kde byl pouze o 0,11 sekundy za vítězem Akselem Lundem Svindalem. Ve Světovém poháru debutoval v říjnu 2012 a aktivně ve světovém poháru závodí od sezóny 2014.
Kilde reprezentoval Norsko na Zimních olympijských hrách 2014 v ruské Soči kde skončil třináctý v super-G. Sjezd ani kombinaci nedokončil.
Své první pódium ve Světového poháru získal v super-G ve Val Gardeně v prosinci 2015 kde skončil na třetím místě. Na stupních vítězích pak byl se svými týmovými kolegy Akselem Lundem Svindalem a Kjetilem Jansrudem.
Kilde vyhrál celkový titul Světového poháru v sezóně 2019-20. Po skončení Marcela Hirschera s kariérou, který vlastnil osm titulů. Další sezónu chtěl obhájit titul. Po vítězství ve dvou závodech ve Val Gardeně v prosinci 2020 měl k titulu blízko, ale kvůli zranění, které mu ukončilo sezónu se mu nepodařilo na titul znovu dosáhnout.
V následující sezóně 2021/22 dosáhl Kilde osobního rekordu počtu umístění na stupních vítězů během jedné sezóny: sedm vítězství a dvě druhá místa. Podruhé v kariéře vyhrál glóbus za Super-G a oslavil také svůj první glóbus za sjezd. Na Zimních olympijských hrách v roce 2022 v Číně Kilde dosáhl na dvě medaile: bronz ze Super-G a překvapivé stříbro z alpské kombinace. Ve sjezdu skončil na pátém místě.

### Pódiová umístění
| Datum      | Lokalita                       | Disciplína | Umístění |
| ---------- | ------------------------------ | ---------- | -------- |
| 18.12.2015 | Itálie Val Gardena             | Super-G    | 3        |
| 30.1.2016  | Německo Garmisch-Partenkirchen | Sjezd      | 1        |
| 27.2.2016  | Rakousko Hinterstoder          | Super-G    | 1        |
| 17.3.2016  | Švýcarsko St. Moritz           | Super-G    | 2        |
| 16.12.2016 | Itálie Val Gardena             | Super-G    | 2        |
| 29.12.2016 | Itálie Santa Caterina          | kombinace  | 3        |
| 16.3.2017  | USA Aspen                      | Super-G    | 3        |
| 1.12.2018  | USA Beaver Creek               | Super-G    | 3        |
| 15.12.2018 | Itálie Val Gardena             | Sjezd      | 1        |
| 29.12.2018 | Itálie Bormio                  | Super-G    | 3        |
| 19.1.2019  | Švýcarsko Wengen               | Sjezd      | 3        |
| 6.12.2019  | USA Beaver Creek               | Super-G    | 2        |
| 29.12.2019 | Itálie Bormio                  | kombinace  | 2        |
| 24.1.2020  | Rakousko Kitzbühel             | Super-G    | 2        |
| 30.1.2020  | Německo Garmisch-Partenkirchen | Sjezd      | 2        |
| 14.2.2020  | Rakousko Saalbach-Hinterglemm  | Super-G    | 1        |
| 1.3.2020   | Rakousko Hinterstoder          | kombinace  | 3        |
| 7.3.2020   | Norsko Kvitfjell               | Sjezd      | 2        |
| 8.12.2020  | Itálie Val Gardena             | Super-G    | 1        |
| 19.12.2020 | Itálie Val Gardena             | Sjezd      | 1        |
| 3.12.2021  | USA Beaver Creek               | Super-G    | 1        |
| 4.12.2021  | USA Beaver Creek               | Sjezd      | 1        |
| 17.12.2021 | Itálie Val Gardena             | Super-G    | 1        |
| 29.12.2021 | Itálie Bormio                  | Super-G    | 1        |
| 13.1.2022  | Švýcarsko Wengen               | Super-G    | 2        |
| 14.1.2022  | Švýcarsko Wengen               | Sjezd      | 1        |
| 21.1.2022  | Rakousko Kitzbühel             | Sjezd      | 1        |
| 5.3.2022   | Norsko Kvitfjell               | Sjezd      | 2        |
| 6.3.2022   | Norsko Kvitfjell               | Super-G    | 1        |